# 都市型集落
都市型集落（としがたしゅうらく、ロシア語: посёлок городско́го ти́па posyolok gorodskogo tipa；略称：ロシア語: п.г.т. , ウクライナ語: селище міського типу selyshche mis'koho typu；略称：ウクライナ語: с.м.т.）とは、旧ソビエト連邦諸国の一部における都市区域の種類の一つで、町と訳される。
都市型集落はソビエトの都市設計の結果の一つで、都市と田園の間の特徴と地位を持つものである。
一部の都市型集落は田園区域と一部規模が類似するが、そのインフラストラクチャーは都市的である。それ以外の都市型集落は規模とインフラストラクチャーの点で小さな都市に相当する。通常これらは単一の産業を中心にする。旧ソビエト連邦の定義する定義の一つは農業からの経済的独立である。

## ソビエト連邦
ソビエト連邦内の共和国によって都市型集落の基準は多少異なる。

### ロシア・ソビエト社会主義共和国
ロシア・ソビエト社会主義共和国では都市型集落は3つのタイプに分かれる：
- 労働集落（рабочие посёлки）：工場、鉱業、発電所、建設業を伴った区域で、人口3000人以上、85%以上が労働者、専門家およびその家族。
- リゾート集落（курортные посёлки）：リゾートと健康設備（海浜、温泉など）を中心とした区域で、人口2000人以上、年平均人口の50%以上が非永住者。
- 郊外（ダーチャ）集落（дачные посёлки）：レクリエーションを中心とした集落で、農業部門の労働者が居住人口の25%未満。

### ウクライナ・ソビエト社会主義共和国
1981年、ウクライナ・ソビエト社会主義共和国の最高会議は都市型集落を以下の様に定義した：
- 人口2000人未満でない区域[1]で、少なくとも2/3が労働者、公務員およびその家族で構成される。
- 工業会社、建築および鉄道連絡のあること。
- 教育または研究機関を有する区域。
- サナトリウムまたはレクリエーション施設のあること。

## ロシア連邦
現在のロシアでは都市型集落の基準設定は連邦構成主体に一任されている。ほとんどの場合では連邦構成主体の立法府が、都市型集落の存廃を含む全ての行政・地域の変更を受け持つ。